# Ехолокалізація людини
Ехолокалізація людини — це техніка, яку використовують деякі незрячі люди, щоб отримати картину довколишнього світу. Ця техніка може бути частиною тренінгу з орієнтування та мобільності. Ехолокалізація поділяється на активну та пасивну. На відміну від пасивного визначення місця розташування за відбитими вторинними сигналами, активна локалізація передбачає пряме спрямоване прислуховування до первинних сигналів.

## Активна і пасивна ехолокалізація
Пасивна ехолокалізація використовує наявні джерела звуку та їх відлуння для створення нечіткого уявлення про оточення. Ехо-сигнали інтерпретуються мозком людини як звуковий сигнал і інтелектуально обробляються. Активна ехолокалізація, навпаки, - це техніка, коли за допомогою клацання язиком створюють звуки і оцінюють ехо, що повертається. Цей спосіб ехолокалізації використовують, до прикладу, кажани та дельфіни. Після регулярних тренувань у зоровій корі головного мозку формується образ навколишнього середовища, який можна порівняти із баченням. Мозок відокремлює ехо-сигнали як візуальну інформацію, від іншої акустичної інформації та обробляє їх у відповідних ділянках кори.

## Застосування ехолокалізації для орієнтації незрячих людей
Що раніше діти з проблемами зору знайомляться в ігровій формі з технікою активної ехолокалізації , то легше вони інтегрують її у свої орієнтування та навігацію.  За допомогою кліксонара (звуки клацання язика) навчена людина може сприймати відлуння від окремих об’єктів і у такий спосіб визначати їхнє розташування, щільність, а іноді й розмір. Через фізичні обмеження оптимальний діапазон становить приблизно від 50 см до 300 м. Досвідчені незрячі люди використовують це вміння для самостійного пересування, орієнтування та уникнення перешкод. Принципи ехолокалізації можуть вивчити та використовувати також зрячі люди. 
Електронні пристрої підтримки ехолокалізації вже кілька років доступні. Це невеликі, компактні прилади, які випромінюють чіткий, точно спрямований звуковий промінь. Вони сприяють полегшенню опанування техніки, оскільки звук, відбитий від об’єктів, відтворюється набагато чіткіше та гучніше. Крім того, їхня пізнавальна здатність суттєво краща: невеликі, вузькі або дрібноструктуровані об'єкти, такі як паркани, тонкі стовпи або гілки, що виступають на доріжці, можна чітко відчути навіть на відстані кількох метрів. Недоліком є те, що електронного помічника потрібно носити з собою. 
Одним з провідних дослідників цієї теми є Даніель Кіш, який систематично аналізував, методизував інструкції щодо використання та популяризував в США техніку кліксонара. Він сліпий і ще в дитинстві навчився отримувати інформацію про своє оточення, клацаючи язиком та слухаючи ехо. З 1991 року Кіш тренував понад тисячу інших незрячих користуванню ехолокалізацією. З цією метою він разом з двома своїми учнями заснував некомерційну організацію World Access for the Blind. Праці Кіша надихнули на велику кількість наукових досліджень.
Варто зазначити, цю техніку викладають у всьому світі. З квітня 2012 року в Австрії всі фахівці з раннього розвитку та тренери з мобільності для сліпих мають проходити інструктаж щодо кліксонар-техніки від Федерального інституту освіти сліпих та асоціації Contrast і поширювати цей метод дітям і дорослим з вадами зору. Про це у 2011 році телекомпанія ARD зняла документальний фільм про зародження технології клацального сонара в німецькомовних країнах і випустила його в прокат в червні 2012 року. Документальна стрічка також була доступна в аудіоверсії для незрячих людей.

## Мистецтво
Ще в 1968 році саунд-митець і композитор Елвін Люсьє під враженням від творів Дональда Р. Гріффіна написав композицію Vespers (укр. Вечірня молитва). Вона є перформансом, для "будь-якої кількості осіб, що хотіли б висловити повагу всім живим істотам, які населяють темряву і протягом багатьох років розвинули велику точність в ехолокалізації [...].". За допомогою сондолів, невеликих технічних пристроїв, що видають тріскучі звуки, або інших сигналізаторів учасники мають виключно акустично орієнтуватися в контрольованому приміщенні.
2 січня 2014 року в німецький прокат вийшов фільм польського режисера Анджея Якимовського «Просто уяви!», в якому, серед іншого, роль відіграє ехолокалізація людини.